# Pematang Sulur
Pematang Sulur is een bestuurslaag in het regentschap Jambi van de provincie Jambi, Indonesië. Pematang Sulur telt 9772 inwoners (volkstelling 2010).